# BiVi二条
BiVi二条（ビビにじょう）は、京都府京都市中京区にある複合商業施設である。大和リースが運営する商業施設のブランド・BiViのひとつ。
かつて二条駅にあった旧国鉄の操車場跡に位置しており、管理・運営は大和リースが行っている。京都市が実施した「二条駅地区土地区画整理事業」による土地利用計画のうち、文化施設整備事業として公募により同社が選定され、市の所有地に建設された。

## 2025年のリニューアル
京都市と大和リースによる事業用借地権設定契約が、2024年（令和6年）、20年目で満了するのに伴う協議の結果、引き続き2024年7月12日から2049年（令和31年）6月30日までの約25年間、両者の契約が継続される予定。これに合わせてBiVi二条は2024年7月より、シネマコンプレックスのTOHOシネマズ二条を除く全店舗を休業して大規模改装を行い、2025年3月までに営業を再開する見通しとなった。
一時閉館前の告知では、2024年8月31日に閉館、TOHOシネマズ、ローソン、駐車場、駐輪場のみが引き続き営業となり（一時全館休業）。その後、リニューアルオープンは2025年6月20日予定と発表された。

## テナント
ここでは、核店舗であるTOHOシネマズ二条のみ取り上げる。
それ以外のテナントの詳細は「フロアガイド」を参照

### TOHOシネマズ二条
TOHOシネマズ二条（とうほうシネマズにじょう）は11スクリーン（うち2スクリーンが3D対応）／1,775席（車椅子21席）を備えたシネマコンプレックスである。
- 2005年（平成17年）6月23日 - 東宝経営／TOHOシネマズ経営で開館。
- 2006年（平成18年）10月1日 - 経営が東宝からTOHOシネマズへ移管される。

| スクリーン | 座席数 | 車いす席 | Size(m) | Size(m) | 音響設備                | 備考                          |
| スクリーン | 座席数 | 車いす席 | 縦      | 横      | 音響設備                |                               |
| ---------- | ------ | -------- | ------- | ------- | ----------------------- | ----------------------------- |
| PREMIER    | 68     | 1        | 4.4     | 8.3     | DTS / SRD-EX            |                               |
| 1          | 280    | 2        | 5.5     | 11.9    | THX / DTS / SRD-EX      |                               |
| 2          | 125    | 2        | 4.3     | 9.0     | DTS / SRD-EX            |                               |
| 3          | 105    | 2        | 4.1     | 7.9     | DTS / SRD-EX            |                               |
| 4          | 105    | 2        | 4.1     | 7.7     | DTS / SRD-EX            |                               |
| 5          | 163    | 2        | 4.6     | 8.7     | DTS / SRD-EX            |                               |
| 6          | 221    | 2        | 5.6     | 11.9    | DTS / SRD-EX            |                               |
| 7          | 114    | 2        | 5.2     | 12.4    | DTS / SRD-EX            |                               |
| 8          | 153    | 2        | 4.4     | 8.8     | DTS / SRD-EX            |                               |
| 9          | 117    | 2        | 4.2     | 8.0     | DTS / SRD-EX            |                               |
| 10         | 324    | 2        |         |         | DTS / SRD-EX、IMAX5.1ch | IMAXデジタルシアター（5.1ch） |

## 沿革
- 2005年6月[2] - 開業